# Арктикуголь
Арктикуголь (Арктиквугілля) — російський державний трест з видобутку вугілля на Шпіцберґені. Створений у 1931 році.

## Історія

### Передісторія виникнення
Довгий час Шпіцберген — країна гострих гір і льодовиків, продовжував залишатися «нічийним». І лише відкриття на архіпелазі покладів кам'яного вугілля пробудило до нього інтерес Європи. Активізація економічної діяльності на Шпіцбергені компаній європейських країн змусила і уряд Росії зайнятися «шпіцбергенським питанням». Він ухвалив рішення направити на архіпелаг експедиції, яким доручалося провести розвідку родовищ кам'яного вугілля. Виконати це доручення вдалося експедиції відомого дослідника Півночі Володимира Русанова, незабаром після цього загиблого в арктичних кригах.
Аналіз зразків вугілля показав перспективність відкритих родовищ. Перші тисячі пудів шпіцбергенського вугілля були вивезені до Росії на кораблі «Марія» в 1913 році. Тоді на Шпіцбергені вже працювало декілька вугільних шахт, що належали англійським, американським, шведським і норвезьким компаніям. Але всі вони з часом з тих або інших причин були вимушені припинити свою діяльність. І зараз заполярне вугілля Шпіцбергена здобувають тільки шахтарі тресту «Арктикуголь» і норвезька компанія «Стуре Ношке».
Коли відповідно до Шпіцбергенського трактату, підписаного в Парижі 1920 року, над Шпіцбергеном був встановлений суверенітет Норвегії, іншим країнам учасникам договору було надано право ведення господарської і науково-дослідної діяльності як на самому архіпелазі, так і в його територіальних водах. Відповідно до цього договору в 1931 році і був організований трест «Арктикуголь», якому передані все майно, права і зобов'язання Радянського Союзу на Шпіцбергені.

### Перші роки

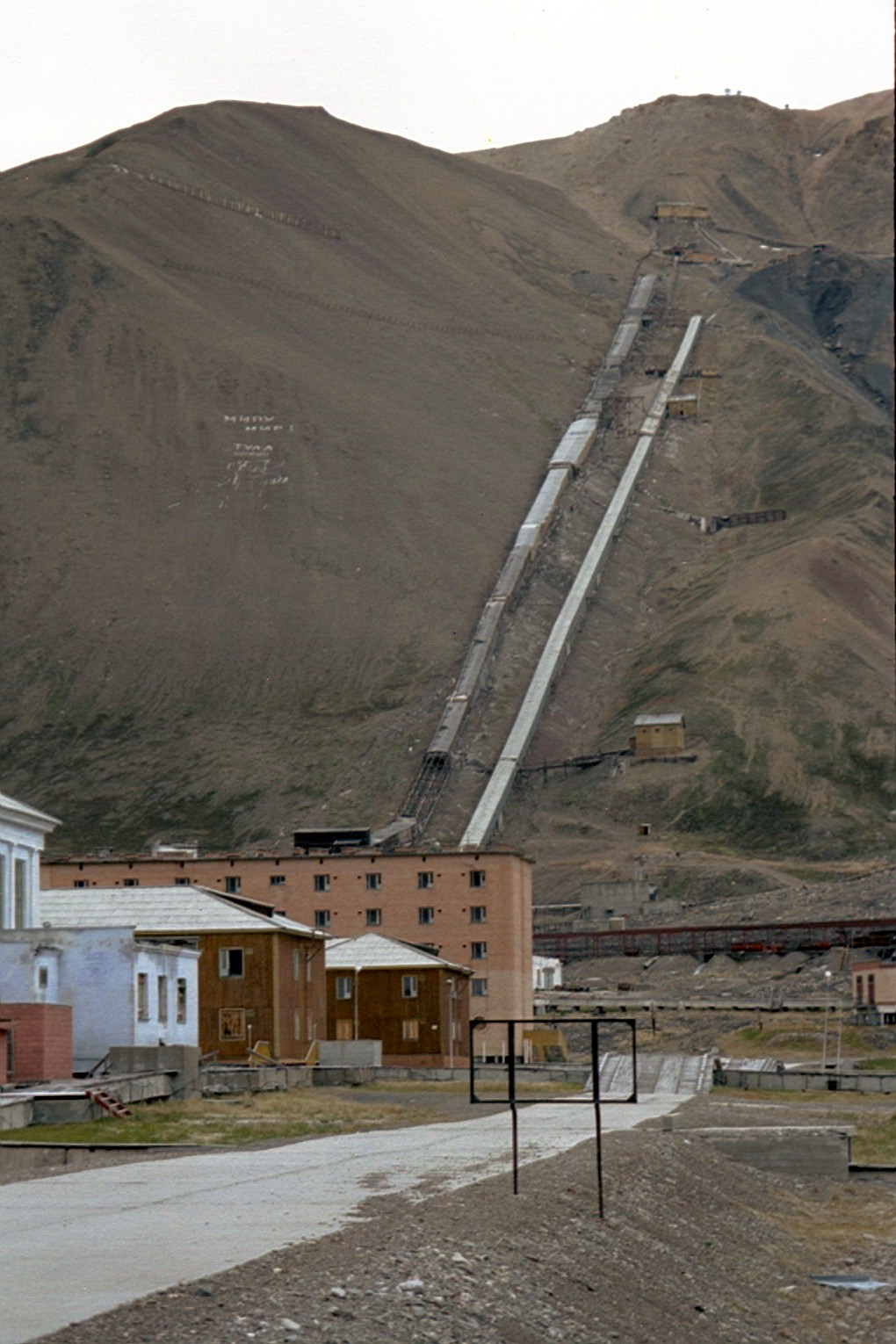
родовище Піраміда

З 1932 року Арктикуголь освоював 4 вугільні родовища площею 251 км²: Грумант-Сіті, Баренцбурґ, Тундра Богемана і Гора Піраміда.
За Полярним колом в 1936 році радянськими гірниками на архіпелазі була вже здобута мільйонна тонна вугілля. 
Робота Арктикугля не припинялася під час німецької окупації Норвегії. Але в серпні 1941 року гірські роботи були припинені, а шахтарі евакуйовані на кораблях ВМФ Великої Британії до Архангельська. Копальні були зруйновані гірняками під час евакуації.
Незабаром після війни, вже в 1948 році, були початі роботи з відновлення радянських вугільних копалень на Шпіцбергені. До 1950 року видобуток вугілля на Груманті склав 88,8 тисячі тонн, тобто майже досяг довоєнного рівня. Останні тонни грумантського вугілля були видані 15 липня 1961 року. Проте з припиненням видобутку вугілля життя на Груманті не зупинилося. Житлові будинки стали використовуватися ученими радянських експедицій. На морехідних картах збереглася старовинна назва копальні «Грумант-Сіті». Його регулярно відвідують туристи багатьох країн. Зберігся і портовий комплекс Колсбей, що служив у минулому вантажною базою для копальні Грумант.

### Подальша робота
У 1981 році було ухвалено рішення про дорозвідці Грумантського родовища. Розвідані запаси вугілля зараз оцінюються більш ніж в 100 мільйонів тонн. Ця робота викликала інтерес з боку норвезьких фахівців. Між «Арктикуглем» і компанією «Стуре-Ношке» відбувся взаємовигідний обмін даними буріння по ряду свердловин.
На 1982 рік до складу тресту входили шахти «Баренцбурґ» та «Піраміда», геологорозвідувальна експедиція, а також підприємства і організації на території РФ.

## Характеристика

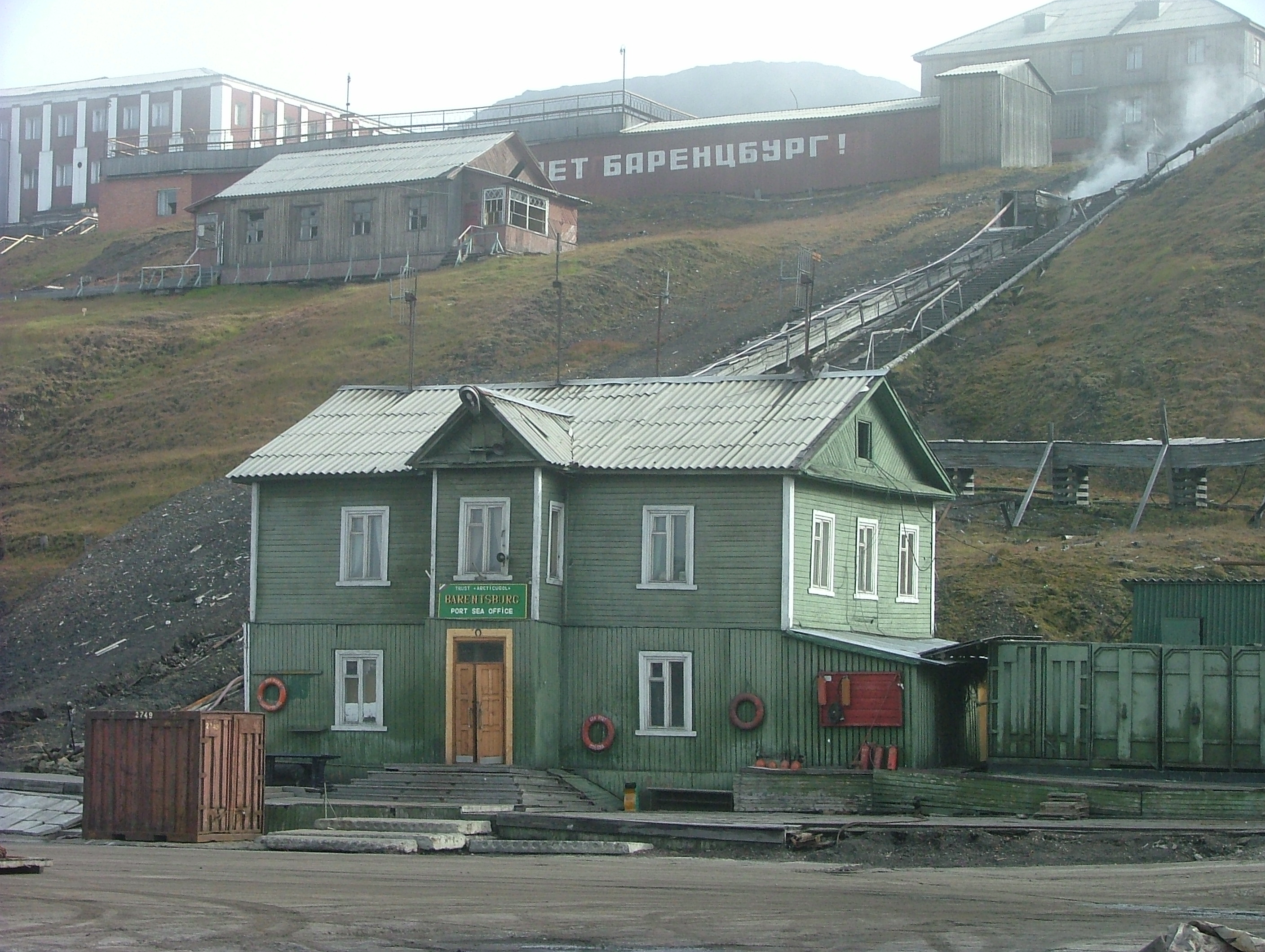
родовище Баренцбурґ

- родовище Баренцбурґ приурочене до відкладів кайнозою. На глибині до 750 м залягають два робочі пласти (верхній і нижній) корисною потужністю 0,6 — 1,4 м. Відстань між ними 30 м. Пласти небезпечні за гірничими ударами, кут їх падіння 5-15о. Вугілля марки Г, зольність 5-40%. Шахта надкатегорійна за метаном, небезпечна за пилом;
- на родовищі Гора Піраміда вугленосні відклади нижнього карбону, потужністю 150–200 м. Розташоване на північно-західному крилі великої синклінальної складки. Вугленосна світа включає 4 пласти корисною потужністю 0,6-4,5 м, кути їх падіння 0-50о. Пласти складної будови з численними прошарками породи. Вугілля малосірчисте, марки Г, зольність вугільних пачок 9-22%.

## Технологія розробки
Шахта 1-ї категорії за газом. Родовища розкриті штольнями. Управління покрівлею — повне обрушення. Виїмка вугілля в очисних вибоях проводиться комбайнами, його доставка лавами — скребковими конвеєрами, в камерах — скреперними установками, транспортування вугілля основними виробками — стрічковими конвеєрами, відкатка вугілля та породи — акумуляторними електровозами. Для проведення підготовчих виробок застосовуються комбайни, породонавантажувальні машини, скреперні установки; для буріння шпурів — бурильні установки, перфоратори, колонкові і ручні електросвердла; для кріплення виробок — анкерне, арочне, металеве, рамне, дерев'яне кріплення.

## Монетоподібні бони Арктикуголь

Монетний бон Арктикуголь 100 рублів 1993 року. Реверс

Для близько 2 тисяч радянських спеціалістів, що працювали на родовищах тресту в 1946 році Арктикуголь ввів в обіг, поряд з паперовими товарними сертифікатами, монетноподібні бони номіналом 10 і 15 копійок із бронзового, а також 20 і 50 копійок із мідно-нікелевого сплаву. Бони були викарбувані на Ленінградському монетному дворі.
В 1992 році трестом введена в обіг нова серія монетоподібних бонів, номіналами 10, 25 і 50 рублів із мідно-нікелевого сплаву та 100-рублевих із латуні.
В 1998 році, в зв'язку з деномінацією російського рубля, була випущена наступна серія монетоподібних бонів: 0,1; 0,25 і 0,5 рубля із алюмінієвого сплаву, 1 і 2 рубля — із латуні, а також 5 рублів із мідно-нікелевого сплаву.